# Ichneumon alpestriformis
Ichneumon alpestriformis är en stekelart som först beskrevs av Henry Lorenz Viereck 1923.  Ichneumon alpestriformis ingår i släktet Ichneumon och familjen brokparasitsteklar. Inga underarter finns listade i Catalogue of Life.